# Liste lateinischer Phrasen/Q

## Qua
Qua patet orbis
„So weit die Erde reicht“ – Die Wendung kommt in einer Elegie vor, die Christoph Wilhelm Mitscherlich im Jahr 1812 auf den Tod seines akademischen Lehrers Christian Gottlob Heyne verfasst hat. Es heißt darin:
„Virtutis monumenta tuae testisque perennis
Cultior, immensum qua patet, orbis erit“
„Deiner Tüchtigkeit Denkmal und unvergänglicher Zeuge
wird gebildeter der Erdkreis sein, so unermesslich weit er sich erstreckt.“
Quaque die (qd)
„Jeden Tag“ – Anweisung auf ärztlichen Verschreibungen.
Quaque hora (qh)
„Zu jeder Stunde“ – Anweisung auf ärztlichen Verschreibungen.

## Quae
Quae Caesaris Caesari, quae Dei Deo.
„Dem Kaiser, was des Kaisers, Gott, was Gottes [ist].“ – Antwort Jesu auf die Fangfrage, ob es Juden erlaubt sei, dem römischen Kaiser Steuern zu zahlen. Zitiert nach dem Evangelium nach Markus, 12.17. Das griechische Original lautet: Τὰ Καίσαρος ἀπόδοτε Καίσαρι καὶ τὰ τοῦ θεοῦ τῷ θεῷ. (Ta Kaisaros apodote Kaisari kai ta tou theou tō theō.)
Quae caret ora cruore nostro?
„Welche Küste hat noch nicht unser Blut (getrunken)?“ – Horaz, carmina 2,1,36 über den römischen Bürgerkrieg zwischen Cäsar und Pompeius.
Quae fuerant vitia, mores sunt.
„Was Laster waren, sind Sitten.“ – Seneca, Epistulae morales 39,6.
Im Kontext heißt es: „tunc autem est consummata infelicitas, ubi turpia non solum delectant, sed etiam placent, et desinit esse remedio locus, ubi, quae fuerant vitia, mores sunt.“ – „Dann aber ist der Gipfel des Unglücks erreicht, wenn die Unsittlichkeit nicht nur Vergnügen macht, sondern auch noch Beifall findet, und es gibt keine Aussicht auf Heilung mehr, wo das, was früher Laster waren, als das normale Verhalten gilt.“
Quae medicamenta non sanant, ferrum sanat; quae ferrum non sanat, ignis sanat; quae vero ignis non sanat, insanabilia reputari oportet.
„Was Medikamente nicht heilen, heilt das Messer; was das Messer nicht heilt, heilt das Feuer; was aber das Feuer nicht heilt, das muss als unheilbar betrachtet werden.“ – Aus den Aphorismen des antiken Arztes Hippokrates. Dieser Spruch wurde, in gekürzter Form, von Friedrich Schiller als Motto für Die Räuber verwendet.
Quae nocent, docent.
„Was schadet, lehrt.“ – Entspricht dem deutschen Sprichwort „Durch Schaden wird man klug.“
Quae vide (qq. v.)
„Siehe diese“ – Plural von „quod vide“.
Quae volumus, et credimus libenter.
„Was wir wollen, das glauben wir auch gerne.“

## Quaecumque
Quecumque ab Aristotele dicta essent, commentita esse.
„Und was immer Aristoteles gesagt habe, sei erlogen.“ – Angeblich die Magisterthese des französischen Humanisten Petrus Ramus, der sich damit gegen die auf Aristoteles und Thomas von Aquin gestützte Scholastik wandte.

## Quaere
Quaere et invenies.
„Suche und du wirst finden.“

## Quaerite

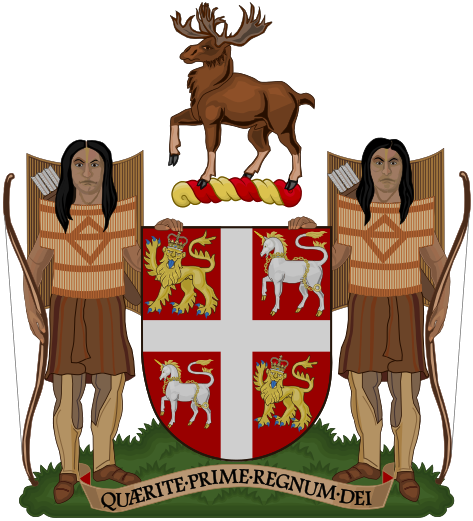
Wappen von Neufundland und Labrador

Quaerite primum regnum Dei.
„Sucht zuerst das Reich Gottes.“ – Mt 6,33 .
Diese Aufforderung ist mit einer geringfügigen Abweichung (prime statt primum) auch das Motto der kanadischen Provinz Neufundland und Labrador.

## Quaestio
Quaestio iuris
„Rechtsfrage“ – Frage nach der Rechtfertigung, Begründung und Legitimität der Erkenntnis bei Immanuel Kant.
Quaestio facti
„Tatfrage“ – Frage nach der Tatsachenerkenntnis.

## Qualis
Qualis artifex pereo!
„Welch ein Künstler stirbt mit mir!“ – Nach Sueton, Nero 49,1, soll Nero diese Worte vor seinem Selbstmord gesprochen haben.
Qualis rex, talis grex.
„Wie der König, so seine Herde.“ – Bairisch: „Wie der Herr, so's Gscherr.“
Qualis sit animus, ipse animus nescit.
„Wie beschaffen die Seele ist, weiß die Seele selbst nicht.“
Qualis vita, finis ita.
„Wie das Leben, so das Ende.“

## Quam
Quam non est facilis virtus! Quam vero difficilis eius diuturna simulatio!
„Wie ist doch die Tugend nicht leicht! Wie schwer aber ist erst ihr ständiges Vorheucheln!“ – Cicero, Brief Ad Atticum (7,1,6).

## Quamvis

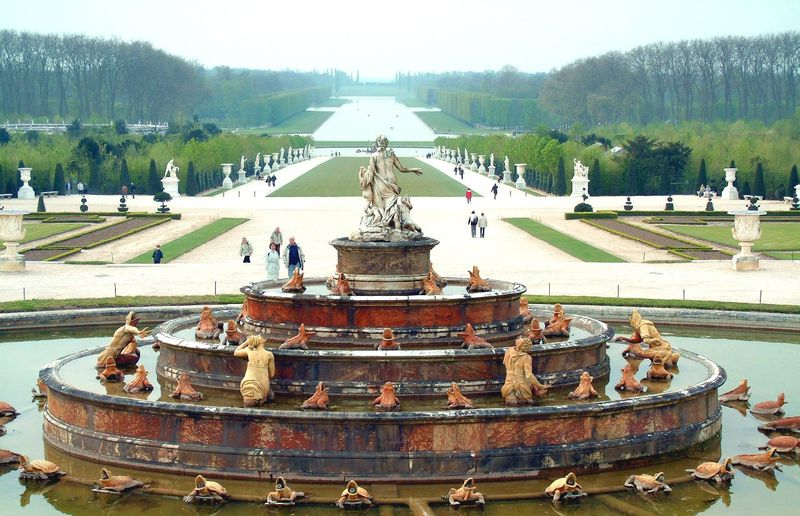
Der Latonabrunnen im Park des Schlosses Versailles stellt den Moment der Verwandlung der Lykischen Bauern dar.

Quamvis sint sub aqua, sub aqua maledicere temptant.
„Obwohl unter Wasser, versuchen sie doch weiter zu schimpfen“ – Ovid, Metamorphosen 6, 376: Die Lykischen Bauern wurden von der Göttin Latona in Frösche verwandelt, weil sie ihr das Trinken aus einem See verweigerten. Die Pointe des Verses liegt in der Onomatopoesie: „… sub aqua, sub aqua …“ ahmt lautmalerisch das Quaken der Frösche nach.

## Quando
Quando conveniunt Ancilla, Sibylla, Camilla,
garrire incipiunt et ab hoc et ab hac et ab illa
„Wenn Ancilla, Sibylla und Camilla zusammentreffen, geht es gleich mit dem Schnattern los über den, über die und über jene!“ – Zwei Hexameter des Wittenberger Professors Friedrich Taubmann über geschwätzige Frauen.
Ein unbekannter Komponist komponierte über diesen lateinischen Text einen Kanon (aufgezeichnet 1860).
Quandoque bonus dormitat Homerus.
„Manchmal schläft sogar der große Homer.“ – Horaz, Ars poetica 359.
Das vollständige Zitat lautet: „Indignor, quandoque bonus dormitat Homerus“ („Ich ärgere mich, wenn auch der vortreffliche Homer einmal schläft“). Während Horaz über die Fehler und Versehen kleinerer Künstler und Dichter lachen kann, ärgert er sich, wenn er beim großen Homer eine Nachlässigkeit feststellt.

## Quasi
Quasi modo geniti infantes
„Wie die neugeborenen Kindlein“ – Quasimodogeniti ist im evangelischen wie im katholischen Kirchenjahr der erste Sonntag nach Ostern, auch Weißer Sonntag (Dominica in albis) oder seit 2000 katholisch Barmherzigkeitssonntag genannt. Der Name kommt von der Antiphon zum Introitus, die aus dem 1. Petrusbrief stammt: „Quasi modo geniti infantes - alleluia - rationabile sine dolo lac concupiscite, alleluia alleluia alleluia.“ („Wie die neugeborenen Kindlein seid - Halleluja! -nach der geistigen, lauteren Milch begierig, halleluja, halleluja, halleluja!“)
In der Vulgata steht sicut für quasi: „Sicut modo geniti infantes, rationabile, sine dolo lac concupiscite.“ (1 Petr 2,2a )
Bei Victor Hugo ist der Glöckner von Notre-Dame an diesem Tag gefunden worden und heißt daher „Quasimodo“.

## Quater
Quater in die (qid)
„Viermal am Tag“ – Auf ärztlichen Verschreibungen.

## Quem
Quem Deus vult perdere, prius dementat.
„Wen Gott vernichten will, dem nimmt er vorher den Verstand.“ – Nach Publilius Syrus, Sententiae S 29: „Stultum facit Fortuna, quem vult perdere“.
Mit diesem Sprichwort wird der Untergang einer Person auf ihre Dummheit zurückgeführt.
Auch mit Plural quos überliefert: „Quos Deus perdere vult, dementat prius.“

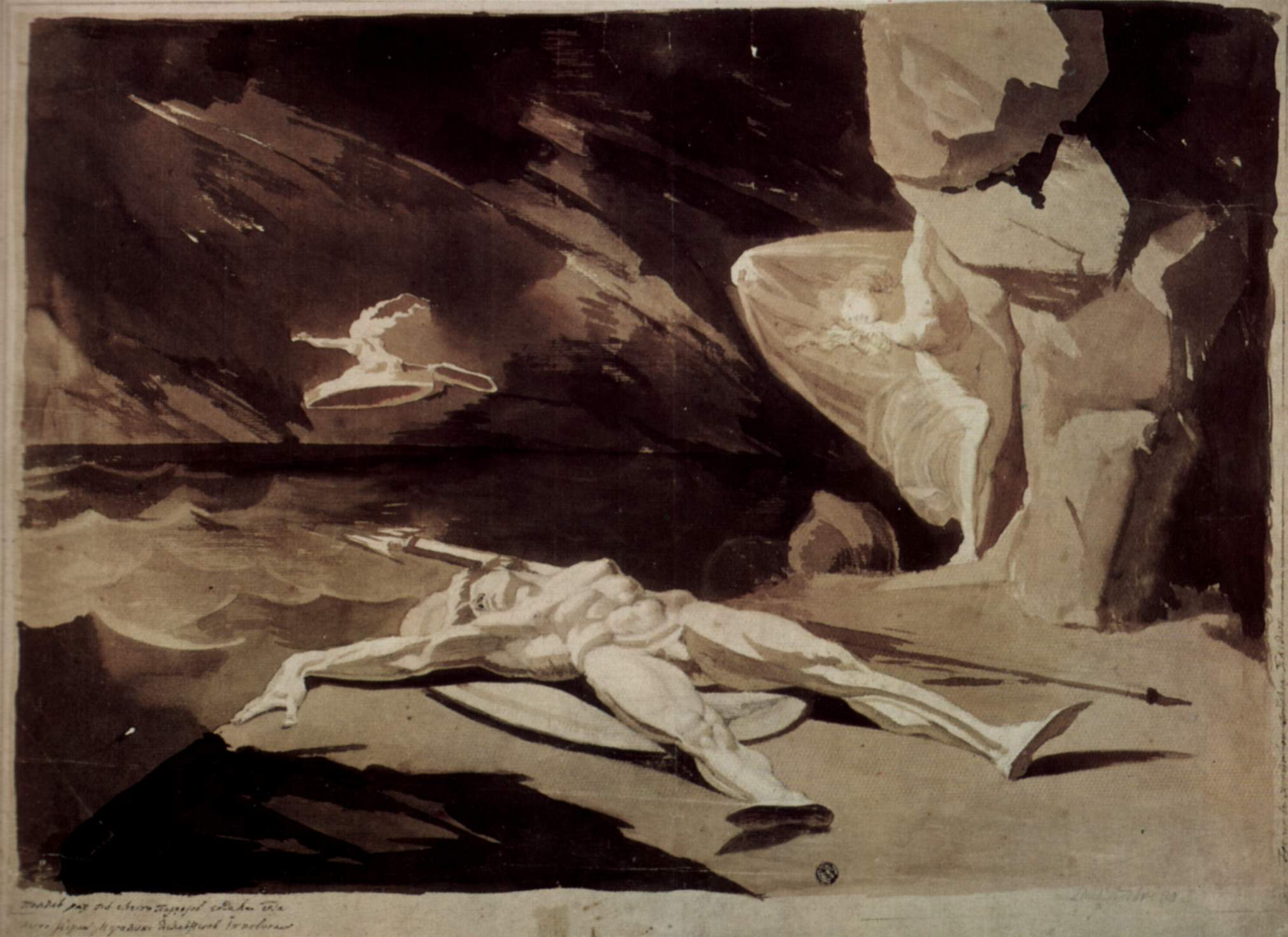
Füssli: Thetis beweint den toten Achilleus

Quem di diligunt, adulescens moritur.
„Wen die Götter lieben, der stirbt jung.“ – Plautus, Bacchides 816 f.
Der Satz stammt aus dem Schauspiel Der zweifache Betrüger von Menander: Ὅν οἱ θεοὶ φιλοῦσιν, ἀποθνῄσκει νέος. (Hon hoi theoi philousin, apothnēskei neos. – „Wen die Götter lieben, der stirbt jung.“)
Plautus verwendet diese Sentenz allerdings höchst sarkastisch:
Chrysalus (zu dem begriffsstutzigen Nicobulus): „Wen die Götter lieben, der stirbt jung, solang er noch wohlauf ist, denkt und bei Verstand ist. Wenn den da irgendein Gott lieben würde: seit mehr als zehn Jahren, mehr als zwanzig schon müsste der tot sein. Als Hass der Erde spaziert er jetzt herum, weiß nichts, denkt nichts, ist soviel wert wie ein modriger Pilz.“ (Bacchides 818–821)
Quem taurum metuis, vitulum mulcere solebas.
„Wen du als Stier fürchtest, hast du als Kälbchen immer gestreichelt.“ – Ovid
Quem fors dierum cumque dabit, lucro adpone!
„Einen jeden Tag, den das Schicksal dir schenkt, verbuche als Gewinn!“ – Horaz, carmina 1,9,14 f.
Direkte Fortsetzung von „Quid sit futurum cras, fuge quaerere!“
Vergleiche Carpe diem.

## Qui
Qui amant, ipsi sibi somnia fingunt.
„Die, die lieben, schaffen sich selbst Träume.“ – Vergil, Bucolica 8,108. Eigentlich als Frage formuliert.
Qui amat periculum, peribit in eo.
„Wer die Gefahr liebt, wird in ihr untergehen.“ – Aus der Bibel, Jesus Sirach 35,1.
Qui asinum non potest, stratum caedit.
„Wer den Esel nicht schlagen kann, schlägt die Reitdecke.“ – Dieses Petronius-Zitat ist vergleichbar mit der deutschen Redewendung: „Den Sack schlagen, aber den Esel meinen.“
Qui commodum habet, etiam incommodum ferre debet.
„Wer den Nutzen hat, muss auch den Schaden tragen.“
Qui desiderat pacem, praeparet bellum.
„Wer den Frieden will, bereite sich auf den Krieg vor.“ – Flavius Vegetius Renatus, Epitoma rei militaris 3, praefatio.
Siehe auch „Si vis pacem para bellum“.
Qui diligit filium suum, adsiduat illi flagella.
„Wer seinen Sohn liebt, hält den Stock für ihn bereit.“ – Aus den Erziehungsanweisungen des Alten Testaments (Sir 30,1 ).
Qui dormit, non peccat.
„Wer schläft, sündigt nicht.“
Qui fert malis auxilium, post tempus dolet.
„Wer Schurken Hilfe bringt, muss später dafür büßen.“ – Phädrus, Fabulae 4,18,1; vom Mann, der eine Schlange an seinem Busen nährte.
Qui fodit foveam, incidet in eam.
„Wer eine Grube gräbt, wird in sie hineinfallen.“ – Bibelzitat (Spr 26,27 )
Qui melius probat, melius habet.
„Wer die besseren Beweise vorbringt, steht besser da.“ – Satz des römischen Rechts
Qui nescit dissimulare, nescit regnare.
„Wer sich nicht verstellen kann, kann auch nicht herrschen.“ – Von dem französischen König Ludwig XI. wird erzählt, er habe von seinem Sohn, dem künftigen König Karl VIII., verlangt, dass er nur diese fünf lateinischen Wörter können müsse.
Qui nimium probat, nihil probat.
„Wer zu viel beweist, beweist nichts.“
Qui non aemulatur, non amat.
„Wer nicht eifersüchtig ist, der liebt nicht.“ – Zitat aus den Werken des Kirchenlehrers Augustinus.
Vergleiche „Qui non zelat, non amat.“ – „Wer nicht eifert, liebt nicht.“
Qui peccat ebrius, luat sobrius.
„Wer betrunken sündigt, büße es nüchtern.“
Qui potest capere, capiat.
„Wer es begreifen kann, der begreife es.“ – Matthäus 19,12.
Qui potest mori, non potest cogi.
„Wer sterben kann, kann nicht gezwungen werden.“ – Freiere Deutung: „Wer bereit ist zu sterben, kann zu nichts gezwungen werden.“
Seneca zugeschriebene, aber so in seinen Schriften nicht nachweisbare Sentenz; der Sinngehalt entspricht jedoch seiner philosophischen Auffassung und er hat diesen Gedanken mehrfach ähnlich formuliert. Am ähnlichsten ist: „Cogi qui potest nescit mori.“ (Hercules furens, 426) – „Wer [zu etwas] gezwungen werden kann, weiß nicht zu sterben.“
Niklas Luhmann schrieb dazu: „Das Recht kann nicht zwingen, wo die Handlungstendenz stärker ist als die Furcht vor dem angedrohten Übel. z. B. Selbstmörder, opferbereite Fanatiker etc.“

Siegel des US-amerikanischen Justizministeriums

Qui pro domina justitia sequitur.
„Der für die Herrin Gerechtigkeit verfolgt.“ – Motto des Justizministerium der Vereinigten Staaten, zurückgehend auf die frühere Formel „qui pro domina regina sequitur“ („der für die Herrin [und] Königin verfolgt“) aus Kolonialzeiten, als der Vorgänger des Justizministeriums, der Attorney General, im Auftrag der Königin beziehungsweise des Königs für die Strafverfolgung zuständig war.
Qui pro quo?
„Wer für wen?“ – Quiproquo bedeutet Verwechslung von Personen in Lustspielen.
Davon zu unterschieden: Quid pro quo.
Qui se excusat, se accusat.
„Wer sich entschuldigt, klagt sich an.“ – Vergleiche die französische Redensart „Qui s’excuse, s’accuse“ und das lateinische „Dum excusare credis, accusas“ („Während du dich zu entschuldigen glaubst, klagst du dich an“) aus den Schriften des Kirchenvaters Hieronymus.
Qui sibi semitam non sapiunt, alteri monstrant viam!
„Die für sich keinen Pfad wissen – einem anderen zeigen sie den Weg!“ – Ennius, fr<agmenta> scen<ica> 321.
Qui studet optatam cursu contingere metam,
multa tulit fecitque puer, sudavit et alsit,
abstinuit venere et vino.
„Wer sich bemüht, im Wettlauf das erwünschte Ziel zu erreichen,
der hat schon in jungen Jahren viel ertragen und getan, hat geschwitzt und gefroren,
hat auf Liebe und Wein verzichtet.“
Horaz, Ars poetica, 412–414.
Qui suo iure utitur, nemini facit iniuriam.
„Wer sein Recht einfordert, tut niemandem Unrecht.“
Qui tacet, consentire videtur (ubi loqui potuit et debuit)
„Wer schweigt, scheint zuzustimmen,(wo er hätte sprechen können und müssen).“ – Papst Bonifaz VIII.
Qui tangit, frangatur.
„Wer (mich) berührt, soll zerbrochen werden!“ – Wahlspruch des englischen Kriegsschiffs HMS Repulse

Flagge des US-Bundesstaates Connecticut mit dem Motto: „Qui transtulit, sustinet.“

Qui transtulit, sustinet.
„Wer herüberbrachte, wird erhalten.“ – Motto des US-Bundesstaates Connecticut
Qui uti scit, ei bona; illi, qui non utitur, recte mala.
„Wer sie zu gebrauchen weiß, dem sind sie gut, wer sie nicht gebraucht, dem sind sie zu Recht schlecht.“ – Zitat aus den Werken des römischen Dichters Terenz
Qui vitia odit, homines odit.
„Wer Fehler hasst, der hasst die Menschen.“ – Zitat aus den Werken des römischen Dichters Plinius d. J.
Qui vult decipi, decipiatur.
„Wer betrogen werden will, mag ruhig betrogen werden.“ – Römischer Rechtssatz: Übergroßer Leichtsinn begründet keinen Anspruch auf Schutz durch das Recht. Vergleiche Volenti non fit iniuria.

## Quicumque
Quicumque in Christo baptizati estis, Christum induistis.
„Ihr alle, die ihr auf Christus getauft seid, habt Christus angezogen.“ – Paulus, Brief an die Galater 3,27

## Quid

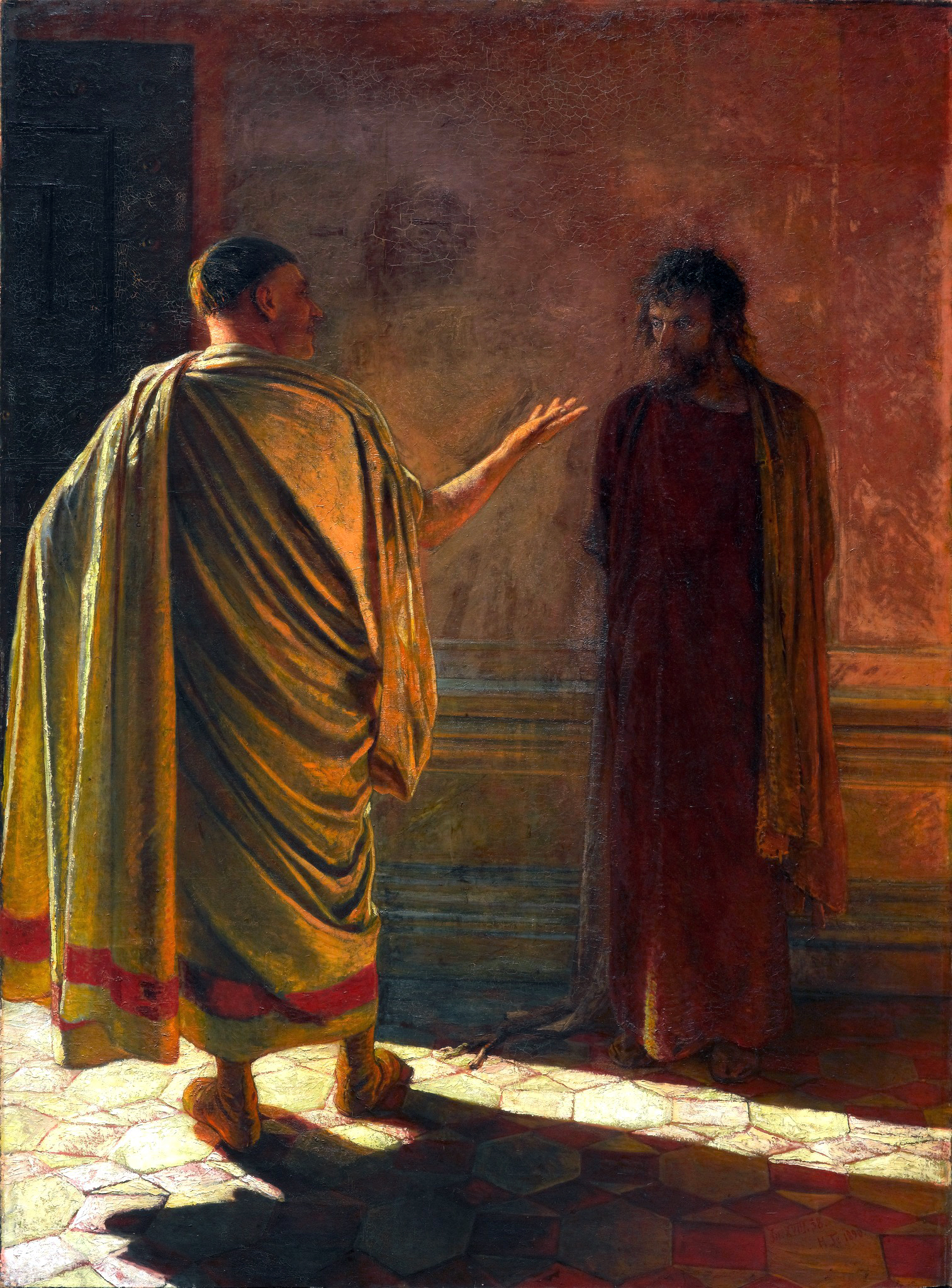
Pontius Pilatus zu Jesus: „Quid est veritas?“ Gemälde von Nikolai Nikolajewitsch Ge

Quid ad me?
„Was zu mir?“ – Was bedeutet das für mich? Inwiefern betrifft mich das?
Quid agis?
„Was machst du?“ – Wie geht’s?
Quid ais?
„Was sagst du?“ – Was meinst du?
Quid est in homine optimum et pessimum? Lingua.
„Was ist am Menschen das Beste und (zugleich) das Schlechteste? Die Zunge.“
Quid est libertas? Potestas vivendi, ut velis.
„Was ist Freiheit? Die Fähigkeit zu leben, wie du willst.“ – Cicero, Paradoxa Stoicorum 5,1,34.
Quid est veritas?
„Was ist Wahrheit?“ – Frage des Pontius Pilatus im Verhör Jesu (Joh 18,38 EU).
 Quid faciunt leges, ubi sola pecunia regnat?
„Was nützen die Gesetze, wo allein das Geld herrscht?“ – Petronius, Satyricon 14,2.
Quid leges sine moribus?
„Was nützen Gesetze ohne Moral?“ – Vollständig lautet dieser Satz von Horaz (Carmina 3,24,35 f.): „Quid leges sine moribus vanae proficiunt?“ („Was nützen Gesetze, wenn sie ohne Moral hohl sind?“)
Quid nimis miseri volunt, hoc facile credunt.
„Was die Unglücklichen allzu sehr wünschen, das glauben sie leicht.“ – Aus der Tragödie Hercules furens (313 f) des Philosophen Seneca.
Quid non mortalia pectora cogis, auri sacra fames?
„Wozu treibst du nicht die sterblichen Herzen, verfluchter Hunger nach Gold?“ – Zitat aus Vergils Aeneis. (III,56).
Quid novi ex Africa?
„Was gibt’s Neues aus Afrika?“ – Variation zu Ex Africa semper aliquid novi. Abgeleitet von einem Zitat aus der Naturgeschichte des Aristoteles, in dem es heißt „Ἀεὶ Λιβύη φέρει τι καινόν.“ (Aei Libyē pherei ti kainon. – „Libyen bringt immer etwas Neues.“) Aristoteles spricht hier die Artenvielfalt in Libyen an (Libyen wurde in der lateinischen Übersetzung zu Africa).
Quid nunc? oder Quidnunc?
„Was nun?“ – Als Nomen ist ein Quidnunc ein Wichtigtuer oder ein Klatschmaul.
Quid pro quo
„Was wofür“ – Ökonomisches Prinzip, nach dem jemand, der etwas gibt, dafür eine angemessene Gegenleistung erhalten soll. Weitere Bedeutungen unter dem Lemma.
Davon zu unterscheiden: Qui pro quo?
Quid rides? Mutato nomine de te fabula narratur.
„Was lachst du? Mit anderem Namen handelt die Geschichte von dir.“ – Horaz, Sermones I. 1. 69.
Quid Romae faciam? Mentiri nescio?
„Was mache ich in Rom? Ich kann (doch) nicht lügen?“ – Zitat aus den Werken Juvenals.
Quid, si nunc caelum ruat?
„Wie, wenn jetzt der Himmel einstürzte?“ – Typische Wendung ewiger Pessimisten (Terenz, Heautontimoroumenos, 719)
Quid sit futurum cras, fuge quaerere!
„Hüte dich zu fragen, was morgen sein wird!“ – Horaz, Carmina, I,9,13
Die Fortsetzung im folgenden Vers zeigt, dass der Satz als Aufforderung, im Heute zu leben, gemeint ist: "„Quem fors dierum cumque dabit, lucro adpone!“ – „Und jeden Tag, den dir das Schicksal gibt, verbuche als Gewinn!“

## Quidquid
Quidquid agis, prudenter agas et respice finem.
„Was auch immer du tust, tu es klug und bedenke die Folgen.“ – Diese Sentenz stammt aus der spätmittelalterlichen Exempelsammlung Gesta Romanorum („Taten der Römer“) – dort in der leicht abweichenden Variante „Quicquid agas, prudenter agas et respice finem.“ („Was auch immer du tun mögest, mögest du klug tun und bedenke das Ende.“)
Die Sentenz basiert vermutlich auf griechischen Vorbildern und einem Satz im Alten Testament.
In griechischer Zeit findet sich das Motiv bereits in einigen Fabeln Äsops, namentlich Der Fuchs und der Bock und Zwei Frösche.
In den von einem unbekannten Pythagoreer verfassten Goldenen Versen heißt es: „Βουλεύου δὲ πρὸ ἔργου, ὅπως μὴ μῶρα πέληται.“ („Bouleuou de pro ergou, hopōs mē mōra pelētai.“) – „Überlege vor der Tat, damit nichts Törichtes daraus entstehe.“
Herodot lässt den Weisen Solon zu Krösus sagen: „Σκοπέειν δὲ χρὴ παντὸς χρήματος τὴν τελευτήν, κῇ ἀποβήσεται.“ („Skopeein de chrē pantos chrēmatos tēn teleutēn, kē apobēsetai.“) – „Auf das Ende einer jeden Sache muss man schauen, wie sie einmal ausgehen wird.“
Ähnlich heißt es im Alten Testament bei Jesus Sirach (Kapitel 7):
„Ἐν πᾶσι τοῖς λόγοις σου μιμνῄσκου τὰ ἔσχατά σου, καὶ εἰς τὸν αἰῶνα οὐχ ἁμαρτήσεις.“ („En pāsi tois logois sou mimnēskou ta eschata sou, kai eis tov aiōna ouch hamartēseis.“)
„In omnibus operibus tuis memorare novissima tua, et in aeternum non peccabis.“
„Bei all deinen Worten bedenke dein Ende und du wirst in Ewigkeit nicht sündigen!“
Während in Herodots Text das Ende einer Aktion oder eines Prozesses gemeint ist, was im Kontext auch das Leben sein kann, wird im Bibelspruch allein auf das Lebensende Bezug genommen. Das Satzende „respice finem“ des mittelalterlichen Spruchs, das auch separat rezipiert wurde, ist in dieser Beziehung mehrdeutig.
Quidquid delirant reges, plectuntur Achivi.
„Was auch immer die Könige Irres reden, bestraft werden die Achaier.“ – „Für jede Raserei ihrer Könige werden die Achäer bestraft.“ Das Volk muss den Wahn der Regierenden büßen (Horaz, Epistulae 1.2.14)
Quidquid discis, tibi discis.
„Was auch immer du lernst, lernst du für dich.“
Quidquid est factum, semper est factum totum.
„Was immer geschehen ist, ist stets ganz geschehen.“ – Vgl. Catena aurea, 13.

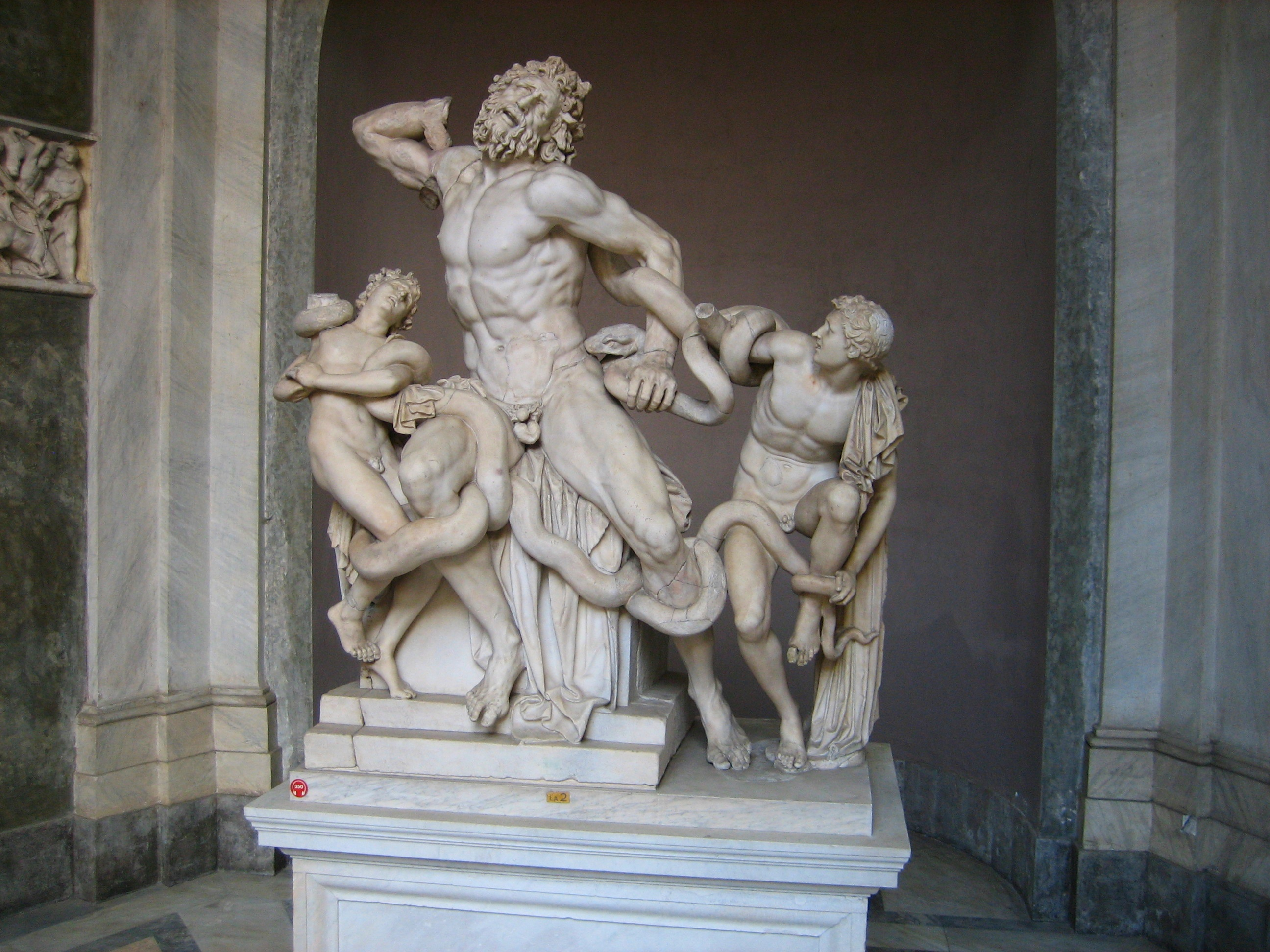
Laokoon-Gruppe (Statue in den Vatikanischen Museen)

Quidquid id est, timeo Danaos et dona ferentes.
„Was es auch ist, ich fürchte die Griechen, auch wenn sie Geschenke bringen“ – Laokoon in Vergils Aeneis über das Danaergeschenk des Trojanischen Pferdes. Laokoon wird für diese Warnung mit seinen Söhnen von Schlangen erwürgt. Nachdem die griechische Armee ihren Abzug vorgetäuscht hat, holen die Trojaner das hölzerne Pferd in die Stadt, die dadurch von den Griechen erobert werden kann.
Häufig in der gekürzten Version Timeo Danaos et dona ferentes zitiert.
Dazu existiert die profane küchenlateinische Abwandlung „Quidquid id est, timeo puellas et oscula dantes.“ („Was immer es ist, ich fürchte die Mädchen, auch wenn sie Küsse geben.“). Dabei geht das hexametrische Versmaß verloren.
Quidquid in altum Fortuna tulit, ruitura levat.
„Was auch immer das Schicksal in die Höhe hebt, hebt es empor, um es zu stürzen.“ – Seneca, Agamemnon 100 f.
Quidquid latine dictum sit, altum sonatur.
„Was auch immer auf lateinisch gesagt wird, klingt anspruchsvoll.“
Quidquid praecipies, esto brevis.
„Was auch immer du lehren wirst, fasse dich kurz!“ – Horaz, Ars poetica 335.
Quidquid praeter spem eveniat, omne id deputa esse in lucro.
„Alles, was wider Erwarten eintrifft, rechne als Gewinn.“
Quidquid valet de genere, valet et (etiam) de specie.
„Was von der Gattung gilt, gilt auch von der Art.“

## Quiescendo
Quiescendo et sedendo anima fit sapiens et prudens.
„Durch Ruhen und Sitzen wird der Geist weise und klug.“ – Thomas von Aquin, De anima 1,8,19.
Mit diesem Satz plädiert Thomas nicht für faules Nichtstun, sondern für Schweigen und Nachdenken.

## Quilibet
Quilibet fortunae suae faber.
„Jeder ist seines Glückes Schmied.“
Variante von Suae quisque fortunae faber est.

## Quinctili
Quinctili Vare, redde legiones!
„Quinctilius Varus, gib die Legionen zurück!“ – Kaiser Augustus nach der Schlacht im Teutoburger Wald (Sueton, Vita divi Augusti 23,2).

## Quinque
Quinque horas dormisse sat est iuvenique senique.
„Fünf Stunden geschlafen zu haben ist genug für den Jüngling und den Greis.“

## Quis

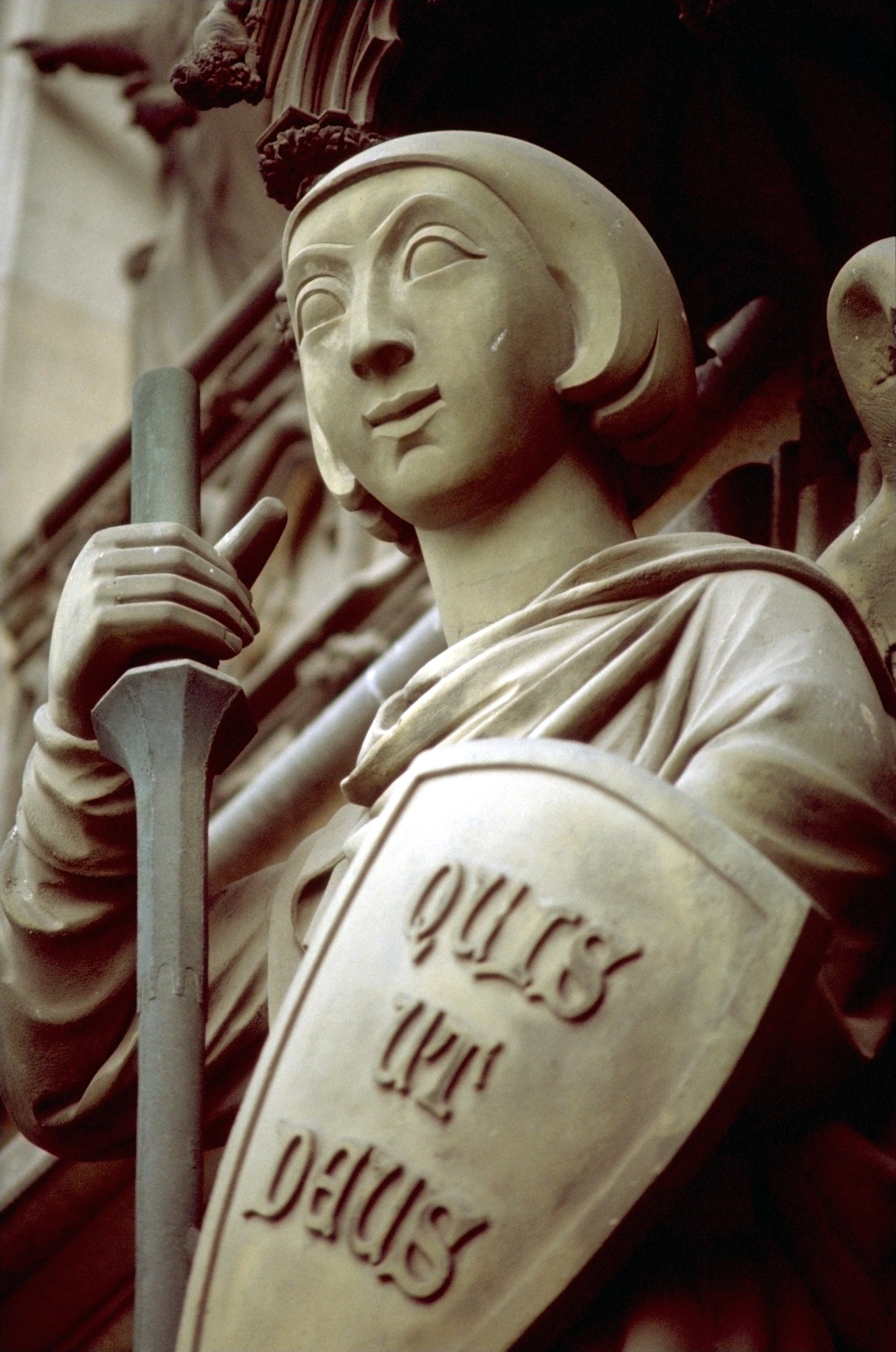
Erzengel Michael am Kölner Dom

Quis custodiet ipsos custodes?
„Wer wird die Wächter selbst bewachen?“ – Juvenal, Satire 6,347 f.
Juvenal empört sich über den Sittenverfall unter den römischen Frauen, die sogar die von ihren Männern bestellten Wächter verführten.
Quis famulus amantior domini quam canis?
„Welcher Diener ist seinem Herrn liebender zugetan als ein Hund?“ – Lucius Iunius Moderatus Columella, De re rustica 7,12,1
Quis leget haec?
„Wer soll das lesen?“
Quis? Quid? Ubi? Quibus auxiliis? Cur? Quomodo? Quando?
„Wer? Was? Wo? Wodurch? Warum? Wie? Wann?“ – Von dem Frankfurter Philosophen Joachim Georg Darjes gedichteter Hexameter, der die Kategorien der Schulphilosophie des 18. Jahrhunderts aufzählt.
Quis Solem fallere possit?
„Wer könnte den Sonnengott täuschen?“ – Zitat aus der Ars amatoria des Ovid, der beschreibt, wie sich Venus und Mars in ihrem Liebesnest versteckt hatten. Doch der Sonnengott Sol sah die beiden in flagranti und berichtete Vulcanus, dem Gatten der Venus, davon. Vulcanus knüpfte ein unsichtbares Netz, mit dem er Venus und Mars bei einer weiteren Zusammenkunft festhielt und den übrigen Göttern zur Schau stellte, die sich darüber sehr erheiterten und in das so genannte homerische Gelächter ausbrachen.
Quis ut deus?
„Wer ist wie Gott?“ – Übersetzung des hebräischen Namens Michael. Der Erzengel Michael hat deshalb oft die Devise „Quis ut deus?“ auf seinem Schild.

## Quive
Quive nummos aureos argenteos adulteraverit …
„Oder wer Gold- oder Silbermünzen verfälscht …“ – Zitat aus der Lex Cornelia testamentaria nummaria aus dem Jahr 82 v. Chr.

## Quo
Quo fas et gloria ducunt
„Wohin Ruhm und Ehre uns führen“
Quo fata ferunt
„Wohin uns das Schicksal treibt“ – Motto von Bermuda
Quo usque tandem abutere, Catilina, patientia nostra?
„Wie lange noch, Catilina, willst du unsere Geduld missbrauchen?“ – Die Eingangsworte Ciceros in seiner ersten Catilinarischen Rede vor dem römischen Senat über die Verschwörung Catilinas 63 v. Chr. (Cic., Cat. 1,1).
Auch in Schreibweise mit „Quousque tandem …“ überliefert und in Kurzform in Benutzung: „Quo usque tandem?“ – „Wie lange denn noch?“
Quo vadis?
„Wohin gehst du?“ – Nach den apokryphen Petrusakten stellte Petrus diese Frage, als ihm Jesus auf der Via Appia vor Rom erschien. Christus soll geantwortet haben, er komme, sich ein zweites Mal kreuzigen zu lassen; daraufhin sei der Apostel umgekehrt und habe in Rom das Martyrium erlitten.

## Quocunque

Wappen der Isle of Man

Quocunque jeceris stabit
„Wohin du es auch wirfst, es wird stehen“ – Wappeninschrift der Isle of Man

## Quod
Quod bonum, faustum, felix, fortunatumque sit!
„Dies sei gut, günstig, glücklich und gesegnet!“ – Alte Segensformel, Cicero, De Divinatione 102.

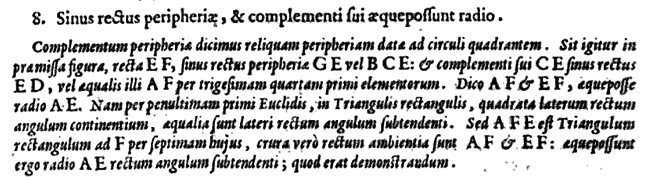
Beweisführung von Johan Philip Lansberg mit der Schlussformel „Quod erat demonstrandum“

Quod erat demonstrandum (q. e. d.)
„Was zu beweisen war.“ – Hinweis beim Resultat eines mathematischen oder allgemein logischen Beweisgangs auf die Identität mit der ursprünglichen Proposition. Die gleichbedeutende griechische, Euklid zugeschriebene Originalformulierung lautet: Ὅπερ ἔδει δεῖξαι (Hoper edei deixai).
Quod esset demonstrandum
„Was zu beweisen wäre“
Quod est in mundo, sit in actis.
„Alles, was in der Welt (über das Verbrechen) vorhanden ist, das soll auch in den Akten vorhanden sein.“
Der zugrundeliegende juristische Grundsatz lautet eigentlich „Quod non est in actis, non est in mundo.“ („Was nicht in den Akten ist, das ist nicht in der Welt.“) Er fordert das Prinzip der Schriftlichkeit im Verfahrensrecht, ähnlich wie die Maxime „Quod non legitur, non creditur“. („Was nicht gelesen wird, wird nicht geglaubt.“)
Quod est necessarium, est licitum
„Was notwendig ist, ist rechtens“
Quod licet Iovi, non licet bovi.
„Was dem Jupiter erlaubt ist, ist dem Ochsen nicht erlaubt.“ – Die Herkunft dieser Phrase ist nicht vollständig geklärt. Wahrscheinlich wurde der Vers „Aliis si licet, tibi non licet.“ („Wenn es anderen erlaubt ist, so doch nicht dir.“) (Terenz, Heautontimoroumenos, 797) in mittelalterlicher Zeit in die reimende Form gebracht.
Quod me nutrit, me destruit.
„Was mich ernährt, zerstört mich.“ – Motto des englischen Dichters Christopher Marlowe, das auch auf seinem Porträt im Corpus Christi College steht.
Quod non est in actis, non est in mundo.
„Was nicht in den Akten ist, existiert nicht.“ – Römischer Rechtsgrundsatz; Variante zu „Quod non legitur, non creditur“.
Alternativ findet sich auch litteris (etwa: Schriften) statt actis.
Variante: „Quod est in mundo, sit in actis.“

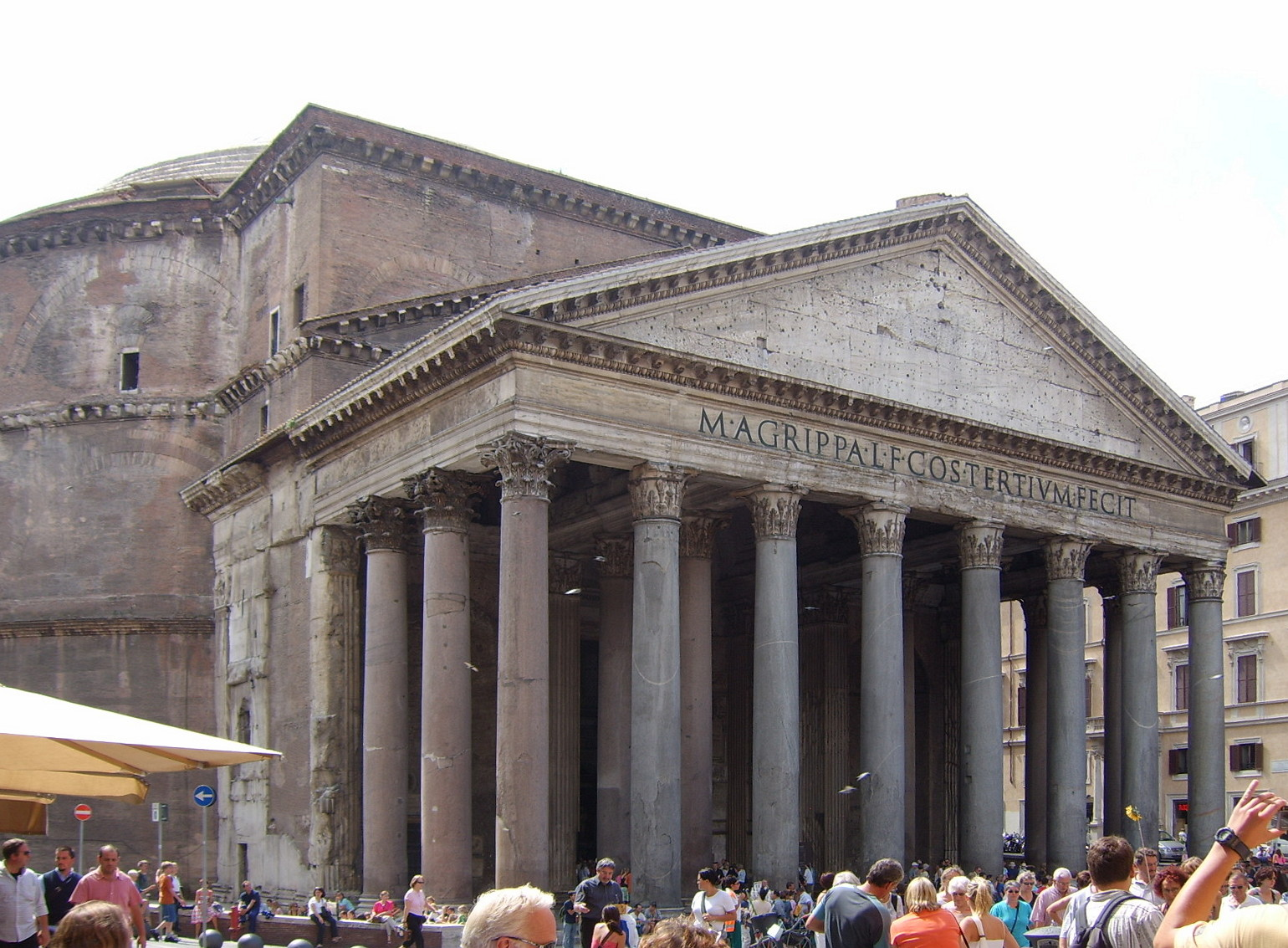
Eingang zum Pantheon

Quod non fecerunt barbari, fecerunt Barberini.
„Was die Barbaren nicht getan haben, haben die Barberini getan.“ – Spottvers des Apostolischen Protonotars Carlo Castelli auf Papst Urban VIII. aus der Familie der Barberini, der aus der Bronzeverkleidung des Pantheons den Tabernakel der Peterskirche und achtzig Kanonen zur Aufstellung auf der Engelsburg gießen ließ. Angespielt wird dabei auf die Verwüstung Roms durch die barbarischen Vandalen im Jahr 455, die zwar die Stadt plünderten, die Kunstwerke jedoch an ihrem Platz gelassen hatten. In einer Inschrift in der Vorhalle des Pantheon aus dem Jahre 1632 erklärt Urban, er habe die bronzene Kassettendecke des alten Göttertempels einschmelzen lassen,
„ut decora inutilia / et ipsi prope famae ignota / fierent / in Vaticano templo / Apostolici sepulchri ornamenta / in Hadriana arce / instrumenta publicae securitatis“
(„damit der unnütze und nahezu der Fama selbst unbekannte Zierat im Vatikanischen Tempel zu Schmuckstücken des Apostelgrabes, in der Hadrianischen Burg zu Werkzeugen der öffentlichen Sicherheit werde“).
Quod non legitur, non creditur
„Was nicht gelesen wird, wird nicht geglaubt.“ – Römischer Rechtsgrundsatz.
Quod omnes tangit, ab omnibus approbari debet.
„Was alle angeht, muss von allen gebilligt werden.“ – Einstimmigkeitsprinzip des deutschen Reichstags ab dem 16. Jahrhundert
Quod principi placuit legis habet vigorem.
„Was der Gebieter angeordnet hat, hat Gesetzeskraft.“ – Sentenz des spätklassischen Juristen und Beamten Ulpian, die in den Digesten des Kaisers Justinian überliefert ist.
Der Satz bringt die im konkreten und wörtlichen Sinne zu verstehende Idee zum Ausdruck, dass der Princeps – zu Ulpians Zeit der römische Kaiser – mit dem Mandat der vollständigen und absoluten Gesetzgebungsbefugnis über und für den Staat ausgestattet ist. Vollständig heißt es:
„Quod principi placuit, legis habet vigorem: Utpote cum lege regia, quae de imperio eius lata est, populus ei et in eum omne suum imperium et potestatem conferat.“ („Was der Princeps angeordnet hat, hat Gesetzeskraft. Denn mit dem königlichen Gesetz, das ihm durch seine Herrschaft gegeben wurde, hat ihm das Volk anstelle seiner selbst seine gesamte Herrschaft und Macht übertragen.“)
Gemeint ist damit, dass der Herrscher im Namen und durch den Willen des Volkes („in eum“) regiere.
Die Kurzversion wurde auch zu einem spanischen Sprichwort „Allá van leyes donde quieren reyes“. („Es gibt Gesetze, wo die Könige es wollen.“)
Der Aufständische und spätere zweite Präsident der USA, John Adams, setzte diesem monarchistischem Grundsatz seine Idee der Gewaltenteilung und der Demokratie – nicht regiert von Menschen, sondern durch das Gesetz – entgegen:
“In the government of the Commonwealth of Massachusetts, the legislative, executive, and judicial power shall be placed in separate departments, to the end that it might be a government of laws, and not of men.” („In der Regierung des Commonwealth of Massachusetts werden die gesetzgebende, ausführende und gerichtliche Gewalt in getrennten Verwaltungen untergebracht, damit es eine Regierung der Gesetze und nicht der Menschen sein möge.“)
Quod semper, ubique et ab omnibus creditum est, hoc est vere catholicum.
„Was immer, überall und von allen geglaubt worden ist, das ist wahrhaft katholisch.“ – Zitatfassung eines Leitsatzes von Vinzenz von Lérins (Commonitorium, 434) für die kirchliche Rechtgläubigkeit
Quod scripsi, scripsi!
„Was ich geschrieben habe, habe ich geschrieben!“ – „Geschrieben ist geschrieben!“ – Entgegnung des Pontius Pilatus auf die Einwände zur Kreuzesinschrift INRI, gemäß dem Evangelium nach Johannes (19, 22). Die griechische Originalformulierung war: ὃ γέγραφα γέγραφα (ho gegrapha, gegrapha).
Quod supra nos, nihil ad nos.
„Was über uns (ist), (bedeutet) nichts für uns.“ – Die Dinge über uns (meteora) haben keine Bedeutung für unsere Lebensführung. Maxime, die dem Philosophen Sokrates zugeschrieben wird, mit der er sich absetzt von den frühen Naturphilosophen, den Vorsokratikern, die nach den Anfangsgründen der Welt gesucht hatten. Sokrates brachte also, wie Cicero formulierte, die Philosophie vom Himmel auf die Erde, d. h., er trieb Ethik statt Physik.
Quod temptabam scribere, versus erat.
„Was ich zu schreiben versuchte, war ein Vers“. – Ovid, Tristia 4,10,26.
Der Dichter erzählt hier, wie er nach dem Vorbild seines Bruders und auf den Rat des Vaters hin zu dichten aufhören wollte, aber bei seinen Schreibversuchen „kam von selbst ein Gedicht heraus zu passenden Vermaßen, und was ich zu schreiben versuchte, wurde zum Vers.“
Quod tibi fieri non vis, alteri ne feceris!
„Was du nicht willst, dass man dir tu, das füg auch keinem andern zu.“ – Goldene Regel; Alexander Severus. Die griechische Originalformulierung im Neuen Testament ist: Πάντα οὖν ὅσα ἐὰν θέλητε ἵνα ποιῶσιν ὑμῖν οἱ ἄνθρωποι, οὕτως καὶ ὑμεῖς ποιεῖτε αὐτοῖς (Panta oun hosa ean thelēte hina poiōsin hymīn hoi anthrōpoi houtōs kai hymeis poieite autois).
Quod vide oder Quod videas (q. v.)
„Siehe dies“ oder „Siehe dieses“ – Nach einem Begriff, der an anderer Stelle im Dokument nachzuschlagen ist.

## Quorum
Quorum pars magna fui.
„Daran hatte ich großen Anteil.“ – 	Aus der Einleitung des Äneas zu seiner Schilderung des Untergangs von Troja (Vergil, Aeneis 2.5.)
Auf diese Stelle bezieht sich Goethe in seinem Brief über die Kanonade von Valmy an Karl Ludwig von Knebel. Wie Äneas betont er, dass er das Unglück mit eigenen Augen gesehen hat, ändert dann aber das Zitat und schreibt: „et quorum pars minima fui“ („und daran hatte ich ein klein wenig Anteil“). Ob der oft zitierte Satz Goethes aus der zwanzig Jahre später geschriebenen Campagne in Frankreich („Ihr könnt’ sagen, ihr seid dabei gewesen“) damals wirklich fiel, ist weiter nicht belegt; der Brief an Knebel ist jedoch „direkt vom Schauplatz“ geschrieben.

## Quos
Quos Deus perdere vult, dementat prius.
„Denjenigen, die Gott vernichten will, nimmt er vorher den Verstand.“ – Zu Herkunft und Gebrauch des Sprichworts vergleiche „Quem Deus vult perdere, prius dementat.“
Quos ego
„Euch werd’ ich …“ – Aposiopese aus dem ersten Buch der Aeneis von Vergil, Zuruf Neptuns an die tobenden Winde. Als Kunstmotiv unter anderem aufgenommen von Peter Paul Rubens. Galletti spricht anachronistisch, aber im Grunde treffend, von den berühmten Worten Vergils „quos ego“ – „und dann machte er einen Gedankenstrich.“

## Quot
Quot capita, tot sensus
„So viele Meinungen wie Köpfe.“ – Angelehnt an Horaz, Satiren II 1, 27 f.: „quot capitum vivunt, totidem studiorum milia“ („wievieltausend Köpfe leben, sovieltausend Bestrebungen gibt es“).
Quot homines, tot sententiae.
„Wie viele Menschen, so viele Ansichten.“ – Terenz, Phormio 454.
Weil sententia auch die bei einer Abstimmung abgegebene Stimme bedeutet, kann der Satz auch besagen Wie viele Menschen, so viele Stimmen; dies bedeutet, dass die Stimmen gezählt, nicht gewogen werden. Plinius drückt dies in einem Brief mit dem Satz aus: numerantur sententiae, non ponderantur („Gezählt werden die Stimmen, nicht gewogen“).
Quot servi, tot hostes.
„So viele Feinde wie Sklaven.“